# Farzar
 (juillet 2022).
Si vous disposez d'ouvrages ou d'articles de référence ou si vous connaissez des sites web de qualité traitant du thème abordé ici, merci de compléter l'article en donnant les références utiles à sa vérifiabilité et en les liant à la section « Notes et références ».
Farzar est une série télévisée d'animation américaine pour adultes en dix épisodes d'environ 27 minutes créée, co-écrite et co-produite par Roger Black et Waco O'Guin, les créateurs originaux de la série Paradise Police (Paradise PD). Elle est mise en ligne le 15 juillet 2022 sur Netflix avant d'être annulé après une saison.

## Synopsis
Renzo, un guerrier humain, libère la planète Farzar du méchant alien Bazarack. Puis il établit une colonie humaine devenant ainsi le tsar de Farzar. Des années plus tard, Farzar est de nouveau attaquée par des extraterrestres et le fils de Renzo, Prince Fichael, monte une équipe spéciale "S.H.A.T." (Section Hybride Anti Tératos) composée d'un cyborg, de sœurs siamoises, d'un scientifique déséquilibré, d'un mutant maladroit et d'un petit alien malicieux, pour sauver leur planète.

## Personnages
- Fichael : Il est le prince et le fils de Renzo, tsar de Farzar. C'est un jeune homme de trente ans, blond, en surpoids, et qui est à la tête de la nouvelle équipe qu'il s'est constituée "S.H.A.T" (Section Hybride Anti Tératos).
- Renzo : Le Tsar de Farzar. C'est un homme musclé, blond moustachu et au teint foncé. Époux de la reine très âgée, Flammy, et père de Fichael, il est très orgueilleux et se préoccupe beaucoup pour son titre de tsar. Il est en guerre avec le tyran et leader des extraterrestre de Farzar, Bazarak.
- Reine Flammy : L'épouse de Renzo et mère de Fichael, elle est très âgée et semble ne pas avoir toute sa tête.
- Scootie : C'est un cyborg qui autrefois fut un humain. Après avoir perdu tout ses membres (même son sexe à la fin du premier épisode de la série), il devient officiellement un robot jusqu'à ce qu'il retrouve une toute petite partie de son humanité à la fin de l'épisode 2. Il est très addict aux sniffouze, une sorte de drogue qu'il consomme.
- Val/Mal Casse-ta-gueule : Ce sont des sœurs jumelles dont les deux têtes sont attachées au même corps. Corps composé des deux moitiés physiques de chaque sœur. L'une est douce est charmante est enseignante, tandis que l'autre est une guerrière teigneuse, habillée en punk.
- Barry Barris : Le scientifique déséquilibré de Farzar, très niais mais a également des tendances suicidaires.
- Billy : La créature du scientifique Barry. C'est un mutant constituée de chaque membre d'une espace animale, pour ressembler à un monstre pas très malin.
- Zobo : Un petit extraterrestre rose ressemblant à un lapin, mais qui adore se nourrir du chaos, d'où son nom scientifique de Chaossophage.
- Bazarak : L'ennemi juré de Renzo, et chef tyrannique du peuple extraterrestre de Farzar, bien qu'il soit pas si diabolique que ça. Il a la peau jaune, porte des cornes, et des habits noirs (armure, cape, bottes recouverts de piquants). Son nom complet est Bazarak Francine Finkelstein.
- Clitaris : L'homme de main de Bazarak, c'est un extraterrestre à la peau rouge, et costaud, et porte de grosses cornes. Il a également un langage très raffiné.

## Distribution

### Voix originales
- Dana Snyder : Fichael / Bazarack / Billy
- Lance Reddick : Renzo
- Grey Griffin : Queen Flammy
- David Kaye : Barry Barris
- Carlos Alazraqui : Zobo
- Jerry Minor : Scootie
- Kari Wahlgren : Val/Mal Skullcruncher
- Roger Black : Belzert
- Waco O'Guin : Slobby

### Voix françaises
- Emmanuel Garijo : Fichael
- Michel Vigné : Renzo et Clitaris
- Anne Massoteau : Reine Flammy
- Guillaume Orsat : Scootie
- Barbara Beretta : Val/Mal Casse-ta-gueule
- Michel Mella : Billy, Bazarak et Flobby
- Christophe Lemoine : Zobo et Belzert
- Pierre-François Pistorio : Barry Barris
Version française
  - Société de doublage : Deluxe Media Paris
  - Direction artistique : William Coryn, Jonathan Coryn
  - Adaptation des dialogues : Alexandra Molina, Michel Berdah, Thomas Solin

 Source et légende : version française (VF) sur RS Doublage et le carton de doublage.

## Production
Maisons de production : Bento Box Entertainment (Fox), Damn! Show Productions et Odenkirk Provissiero
Le 15 novembre 2023, la série est annulée.

## Épisodes
1. Bienvenue sur Farzar (Welcome to Farzar)
2. La Révolution des robots (Robot Revolution)
3. Il faut sauver les Xénodémons (Save the Reaper Demons)
4. La Sainte-Papouillette (St. Pudchuggers Day)
5. Les Aventures de Daddy O'Saquet (The Adventures of Daddy O'Baggins)
6. La Réunion de la flammylle (Flammyly Reunion)
7. Baz, Frange et MégaCerveau (Baz, Bangs and Brains)
8. Le Tout-puissant Ozner (The Great And Powerful Ozner)
9. Les Faux souvenirs (Memory Wars)
10. Guerre et paix (War and Peace)

## Accueil
Sauf indication contraire, les informations mentionnées dans cette section peuvent être confirmées par les bases de données cinématographiques IMDb et Allociné,  présentes dans la section « Liens externes ».
- La série est notée 3 sur 5 par les téléspectateurs sur le site d'allociné.
- La série est notée 5,3 sur 10 sur le site d'IMDb.